# Museo del Noreste
El Museo del Noreste (MUNE) se localiza en la ciudad de Monterrey, Nuevo León, México, y forma parte del complejo de 3 Museos junto con el Museo del Palacio y el Museo de Historia Mexicana.
Forma parte del complejo del Paseo Santa Lucía.

## Historia
Fue inaugurado el 21 de septiembre de 2007 por el presidente de la República Felipe Calderón Hinojosa y el gobernador del estado de Nuevo León José Natividad González Parás.

## Generalidades
Al iniciar el proyecto fue considerado como un anexo al Museo de Historia Mexicana, pero conforme avanzaba la construcción le fue proporcionado el rango de museo. 
La función principal de este museo es difundir la historia de Nuevo León, Coahuila, Tamaulipas y parte del estado norteamericano de Texas. El edificio está dividido en varias áreas. La primera alberga la historia norestense. Ésta es contada mediante un recorrido a través de una serie descendiente de balcones que guían al visitante por una línea imaginaria a través del tiempo.
En otro nivel se ubican las muestras temporales, en este lugar se presentan exposiciones con temas de interés general. El museo se inauguró con la exposición: "Buda Guanyin, Tesoros de la Compasión", en colaboración con el Museo de la Capital de Beijing, en China.
La azotea del edificio se utiliza como terraza. Hacia el oriente tiene un auditorio escalonado al aire libre en el que se presentan conciertos y conferencias.

## El edificio y su arquitectura
El museo de casi 11 mil metros cuadrados de construcción en hormigón, yeso y mármol, es de estilo contemporáneo y de línea sencilla.
Cuenta con auditorio, cafetería, estacionamiento subterráneo de dos niveles y espacios para oficinas y bodegas. Un puente sobre el paseo Santa Lucía, lo comunica con el Museo de Historia Mexicana.
El edificio está equipado para recibir a las personas con discapacidades.
Para el exterior se utilizaron bloques de arcilla, similares a los del Museo de Historia Mexicana de color blanco y yuxtapuestos en una geometría desfasada.

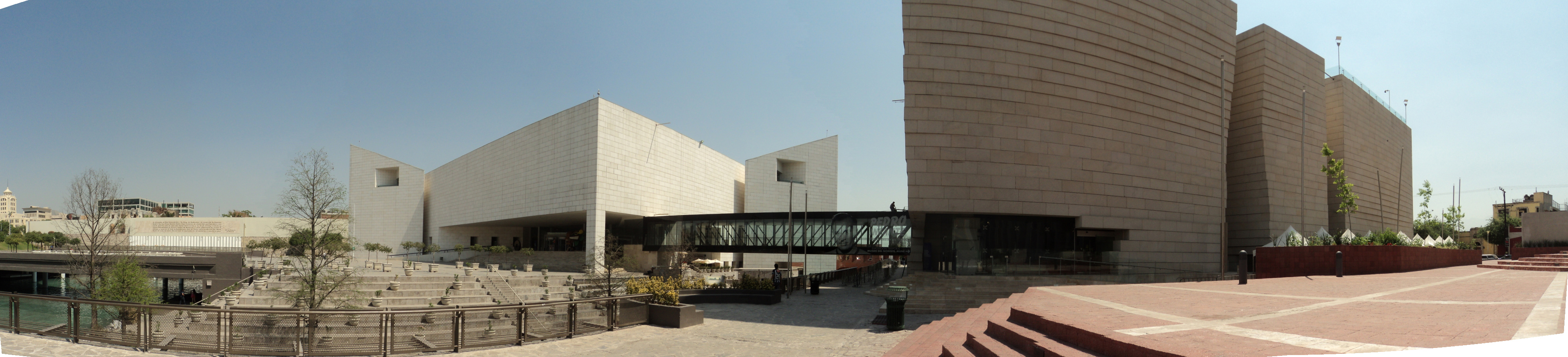
Fachada del Museo del Noreste y del Museo de HIstoria Mexicana